# EE TV
EE TV (anteriormente BT TV) es servicio de televisión por suscripción que el BT Group ofrece en el Reino Unido. A fecha de julio de 2013, BT TV tenía aproximadamente 833.000 suscriptores.
BT TV ofrece contenidos a la carta, 18 canales adicionales, y cuatro canales de deportes en vivo a través de señales de IPTV. También hay dos canales, BT Sport 1 y 2, disponibles en la televisión digital terrestre (TDT), donde también hay más de 50 canales de forma gratuita.

## Historia

### Antecedentes
Cuando British Telecom (BT) fue privatizada en 1984, se le prohibió ofrecer transmisiones de televisión a través de su red de telecomunicaciones, lo que significaba que no era posible que BT proporcionara un servicio de televisión por cable. La prohibición fue diseñada para proteger a las nuevas empresas de telecomunicaciones más pequeñas y las pequeñas redes de televisión por cable del Reino Unido, ya que se consideró que BT tenía una ventaja injusta debido a su monopolio antes de la privatización al estar instalado en prácticamente todos los hogares y negociosdel país. En enero de 2001 se levantó la prohibición.

### Lanzamiento
BT Vision fue lanzada el 5 de diciembre de 2006 para competir con Sky, Virgin Media (entonces conocido como NTL: Telewest), TalkTalk  TV (entonces conocido como Tiscali TV). La reacción inicial de la industria fue positiva, aunque hubo algunas críticas por su carestía. En mayo de 2007, BT Group lanzó una campaña nacional de publicidad para BT Vision. BT Vision fue la segunda plataforma de televisión IPTV en el Reino Unido, después de Homechoice TV.
El objetivo era atraer a "cientos de miles" de clientes a finales de 2007 y 2-3 millones de dólares a medio plazo. Sin embargo, la implantación fue lenta y para febrero de 2008 BT Vision tenía sólo 150.000 clientes.

### Programación deportiva
BT adquirió los derechos para emitir 242 partidos de la Premier League por temporada (no en directo). El contrato era de tres años (2007-08, 2008-09 y 2009-10).
Entre agosto de 2007 y junio de 2009, Setanta Sports estaba disponible a través de BT Vision, a través de la TDT y una tarjeta inteligente, ofreciendo en directo la Barclays Premiership y los partidos de la Clydesdale Bank Premier League, así como otros eventos deportivos, tales como el PGA Tour Golf y la Magners League Rugby. BT Vision hizo un trato con la compañía de la televisión deportiva estadounidense ESPN para la implantación de su nuevo canal, que sustituyó a Setanta en TDT.

### Acuerdo con Microsoft
El 7 de enero de 2008, BT alcanzó un acuerdo con Microsoft, por el que la consola Xbox 360 proporcionaría BT Vision. El servicio se debía poner en marcha a mediados de 2008, pero nunca se materializó.

### Acuerdo con Sky Sports
El 28 de junio de 2010, BT y Sky firmaron un acuerdo por el que Sky Sports 1 y 2 estarían disponible para los clientes de BT Vision. Esto se produjo un año después de que BT dejara de ofrecer Setanta Sports 1 y 2 tras perder los derechos de transmisión de fútbol de la Premier League.

### Acuerdo con UKTV
El 22 de marzo de 2012, se anunció que BT ofrecerá contenidos en diferido de UKTV.

### Acuerdo con FX
El 11 de abril de 2012, BT y Fox International Channels anunciaron que desde finales de 2012, los clientes de BT Vision podrían ver FX (ahora conocido como Fox).

### Acuerdo con National Geographic
El 12 de junio de 2012, BT anunció que National Geographic Channel y Nat Geo Wild se podrían ver en BT Vision.

### Derechos de la Premier League
El 13 de junio de 2012, se anunció que BT había adquirido una parte de los derechos a la Premier League durante las temporadas 2013-14 a 2015-16. Como parte del acuerdo, BT adquirió los derechos de 38 partidos por 738 millones de libras. 

### Acuerdo con Eurosport
El 8 de noviembre de 2012, BT firmó un contrato con British Eurosport para añadir British Eurosport y Eurosport 2 a su line-up de los canales de televisión lineales. 

### Acuerdo con Sky Movies
El 14 de octubre de 2013, BT firmó un acuerdo con Sky para ver su canal de películas bajo demanda. 